# Municipio Pedro Gual
Pedro Gual es uno de los 21 municipios que integran el Estado Miranda, Venezuela. Posee una superficie de 925 km² y según estimaciones del INE su población para 2023 es de 24 831 habitantes. Su capital es la población de Cúpira. El municipio está dividido en dos parroquias, Machurucuto y Cúpira. Debe su nombre al presidente venezolano Pedro Gual.
Históricamente estuvo vinculado al antiguo Distrito Páez hoy Municipio Páez hasta que en 1992 es declarado como Municipio Autónomo.

## Geografía

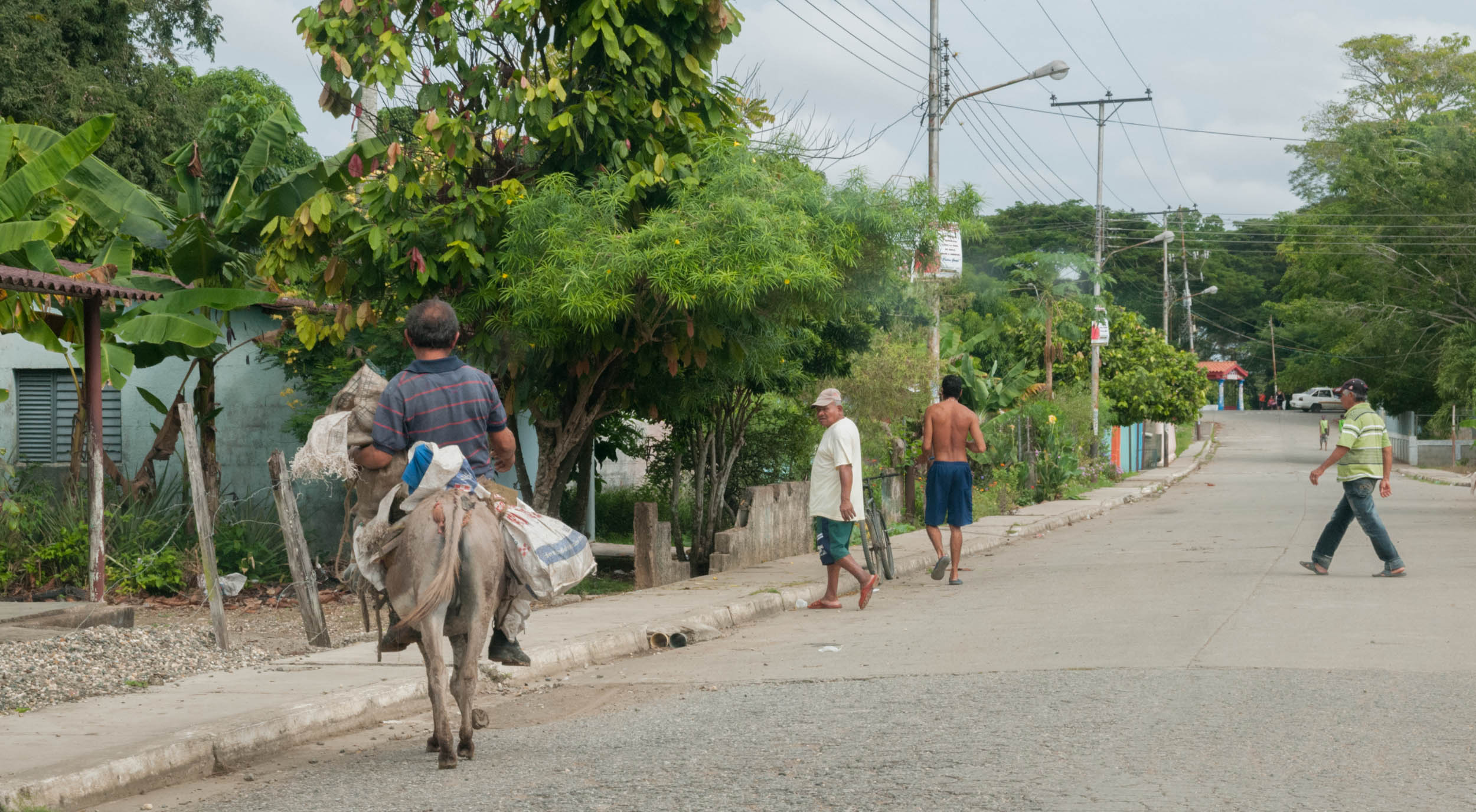
Poblado de Chaguaramal

El municipio Pedro Gual se encuentra ubicado en la subregión de Barlovento, siendo el municipio más oriental del Estado Miranda. Su territorio está atravesado por tres cursos de agua principales: el río Cúpira, el río Chupaquire y el río Uchire, este último sirviendo como límite natural con el Estado Anzoátegui. 

### Relieve y límites
Hacia el sur, el municipio limita con el Estado Guárico, marcado por la presencia de la Serranía del Interior, una cadena montañosa que define el relieve de la región. La mayor parte del territorio presenta un paisaje de montañas bajas, con elevaciones que no superan los 600 m s. n. m..
En la franja costera del Mar Caribe, se extiende una llanura litoral, mientras que hacia el noroeste se localiza una zona cenagosa, producto de la influencia de la Laguna de Tacarigua, uno de los humedales más importantes del litoral central venezolano.

### Localidades fronterizas
En el extremo oriental del municipio se encuentra Playa Pintada, el último sector del territorio mirandino, que limita con el estado Anzoátegui y es vecino inmediato de la población de Boca de Uchire. Esta ubicación estratégica le confiere un papel relevante en la conectividad costera entre oriente y centro del país.

### Organización parroquial
| Parroquia      | Superficie | Población   | Densidad       |
| -------------- | ---------- | ----------- | -------------- |
| Cúpira         | km²        | 22.683 ab.  | hab./km²       |
| Machurucuto    | km²        | 2.148 hab.  | hab./km²       |
| Municipio Gual | 925 km²    | 24.831 hab. | 25,80 hab./km² |

### Centros poblados
Entre los principales centros poblados se encuentran: Machurucuto, Las Colinas El Guacuco, Palo Blanco,el galeón, José Félix Ribas, Palmarito, Buenos Aires, San Pedro, La Trinidad, San Juan, Santa Cruz, Boca de Casupo, Bachiller, Montevideo, el Tesoro, Caño rico, Chaguaramal, Managua, Las Trincheras, Nisperal, Volador, La Soledad, Santa Rosa, Chupaquire, Las Mercedes y Remolino.Campo Verde.

## Política y gobierno

### Alcaldes
En el municipio ha habido seis personas que han tenido el cargo de alcalde y ocho han sido los períodos consecutivos que ha habido en la alcaldía.
| Período     | Alcalde             | Partido político / Alianza | % de votos | Notas |
| ----------- | ------------------- | -------------------------- | ---------- | --- |
| 1992 - 1995 | Félix Estacio       | AD                         | 38,62      | Primer alcalde bajo elecciones directas |
| 1995 - 2000 | Edgar Montero       | AD                         | -          | Segundo alcalde bajo elecciones directas (se realizaron elecciones generales adelantadas en el 2000 debido a la aprobación de la Constitución de 1999) |
| 2000 - 2004 | Lenis Landaeta      | COPEI                      | 35,66      | Tercer alcalde bajo elecciones directas |
| 2004 - 2008 | Manuel Álvarez      | MVR                        | 46,84      | Cuarto alcalde bajo elecciones directas |
| 2008 - 2013 | Manuel Álvarez      | PSUV                       | 57,25      | Reelecto (se postergan un año las elecciones municipales pautadas para finales del 2012)                                                               |
| 2013 - 2014 | Nicandro Quiaro (†) | PSUV                       | 49,44      | Quinto alcalde bajo elecciones directas (fallece en un accidente de tránsito el 31 de octubre de 2014)                                                 |
| 2014 - 2017 | Elbert Vivas        | PSUV                       | -          | (Alcalde encargado) (designado desde el 3 de noviembre de 2014 hasta convocar nuevas elecciones)                                                       |
| 2017 - 2021 | Elbert Vivas        | PSUV                       | 48,65      | Sexto alcalde bajo elecciones directas |
| 2021 - 2025 | Elbert Vivas        | PSUV                       | 37,76      | Reelecto |

### Concejo municipal
Período 1992 - 1995
| Concejales:     | Partido político / Alianza |
| --------------- | -------------------------- |
| Alberto Donalle | AD                         |
| Joaquin Camacho | AD                         |
| José Pérez      | AD                         |
| Ramón Rojas     | AD                         |
| Henry García    | COPEI                      |
| Manuel Ramírez  | COPEI                      |
| Virgilio Guerra | ONDA                       |

Período 1995 - 2000
| Concejales:       | Partido político / Alianza |
| ----------------- | -------------------------- |
| Jesus Rojas       | AD                         |
| Joaquin Camacho   | AD                         |
| José Quiaro       | AD                         |
| Henry García      | COPEI                      |
| Manuel Ramírez    | COPEI                      |
| Pedro Martínez    | CONVERGENCIA               |
| Pedro Rojas Arcia | CONVERGENCIA               |

Período 2000 - 2005
| Concejales:       | Partido político / Alianza |
| ----------------- | -------------------------- |
| Alex Mejias       | COPEI                      |
| Belgica Maitan    | COPEI                      |
| Mercedes Laya     | COPEI                      |
| Bernabe Planchard | COPEI                      |
| Jorge Montero     | AD                         |
| Luis Campos       | AD                         |
| Miriam Testa      | MVR                        |

Período 2005 - 2013
| Concejales:        | Partido político / Alianza |
| ------------------ | -------------------------- |
| Marvelis Ramírez   | MVR                        |
| Gregoria Amaricua  | MVR                        |
| Francisco Curbata  | MVR                        |
| Asdrubal Merecuane | MVR                        |
| Jesus Itriago      | MVR                        |
| Franklin Davalillo | MVR                        |
| Alex Mejias        | COPEI                      |

Período 2013 - 2018
| Concejales:      | Partido político / Alianza |
| ---------------- | -------------------------- |
| Freddy Romero    | PSUV                       |
| Emilio Escalate  | PSUV                       |
| Elbert Vivas     | PSUV                       |
| Edibson Carrasco | PSUV                       |
| Felix Brito      | PSUV                       |
| Yony Rojas       | PSUV                       |
| Olga Marapacuto  | PSUV                       |

Período 2018 - 2021
| Concejales       | Partido político / Alianza |
| ---------------- | -------------------------- |
| Edidson Carrasco | PSUV                       |
| Milesi Scala     | IPCN                       |
| Yony Rojas       | PSUV                       |
| Omar Pereira     | PSUV                       |
| Peggi Rojas      | PSUV                       |
| Duberlys Colina  | PSUV                       |
| Eneiro Rojas     | ORA                        |

Período 2021 - 2025
| Concejales          | Partido político / Alianza |
| ------------------- | -------------------------- |
| Milexi Scala        | PSUV                       |
| Milagros Tomoche    | PSUV                       |
| Yony Rojas          | PSUV                       |
| Duberlys Colina     | PSUV                       |
| Briggitte Quereguan | PSUV                       |
| Wilfredo Flamez     | PCV                        |
| Angelina Garcia     | PCV                        |